# Вангельс
Вангельс (нем. Wangels) — община в Германии, в земле Шлезвиг-Гольштейн. 
Входит в состав района Восточный Гольштейн. Подчиняется управлению Ольденбург-Ланд.  Население составляет 2192 человека (на 31 декабря 2010 года). Занимает площадь 67,12 км².